# اندرو تومبس
اندرو تومبس (انگلیسی: Andrew Tombes; ۲۹ ژوئن ۱۸۸۵ – ۱۷ مارس ۱۹۷۶) بازیگر اهل ایالات متحده آمریکا بود. وی بین سال‌های ۱۹۱۷ تا ۱۹۵۶ میلادی فعالیت می‌کرد.
از فیلم‌ها یا برنامه‌های تلویزیونی که وی در آن نقش داشته‌است می‌توان به زندگی آسان، مولن روژ، تگزاس، موزیک عاشقانه، و دره سن فرناندو اشاره کرد.